# Армия Густава II Адольфа
Армия Густава II Адольфа — шведская профессиональная армия, созданная во время Тридцатилетней войны. Являлась одной из самых боеспособных армий своего времени.

Армия Густава Адольфа у Дамгартена, 1630 г. Гравюра 1642 г.

## История
Густав II Адольф, выступая в роли спасителя пострадавших от «реституции» протестантских князей, высадился в июле 1630 года в Померании c армией в 13 тысяч (по другим источникам, 16,5 тысяч) солдат, начав так называемый шведский период в Тридцатилетней войне. Русское царство, заинтересованное в ослаблении католической Польши, помогало Швеции поставками на льготных условиях зерна и столь необходимой для изготовления пороха селитры. Французское правительство, боровшееся против гегемонии Габсбургов, выплачивало ежегодно на содержание шведской экспедиционной армии 1 миллион ливров.
В начале вступления шведов в тридцатилетнюю войну эта армия была сравнительно немногочисленной, но обладала высокими боевыми качествами. Ко времени высадки шведов в Померании она состояла в значительной своей части не из иностранных наёмников, а из свободных шведских крестьян, была хорошо вооружена и экипирована, приучена к строгой воинской дисциплине и закалена в боях во время польско-шведской войны. Однако уже в начале ноября 1632 года, незадолго до битвы при Лютцене, шведская армия насчитывала почти 150 тысяч человек, из которых шведами были только 8 тысяч, а подавляющее же большинство представляли немцы (в том числе и элита шведской армии — цветные полки).
Густав Адольф стремился поддерживать в армии суровую дисциплину. С именем этого великого полководца связано изобретение и введение в армии наказания шпицрутенами. Виновного протаскивали или прогоняли сквозь строй между двумя шеренгами солдат, каждый из которых обязан был нанести удар палкой по спине преступника. Введение этого наказания объяснялось Густавом Адольфом так:

Рука палача бесчестит солдата: солдат, наказанный палачом, не может продолжать службу в рядах войск; товарищеская же рука солдата не бесчестит, и потому для провинившегося солдата, которому предстоит нести дальнейшую службу, и вводятся шпицрутены.

## Вооружение
На вооружении шведской армии на начальном этапе войны были очень тяжёлые и неудобные фитильные мушкеты, из которых стреляли при помощи сошек. Вопреки существующему мнению, Густав Адольф никогда не отменял сошек и шведская армия пользовалась ими и многие годы спустя после войны. Даже в 1631 году и после битвы при Брейтенфельде он разместил заказ у переехавшего в Швецию голландского предпринимателя Луи де Геера на производство огромного количества таких сошек для целых 32 пехотных полков. Более того, описи арсеналов в Швеции показывают, что массовое производство и выдача сошек продолжались вплоть до 1655 года, а официально сошки были отменены в Швеции лишь в 1690-х годах — намного позже, чем в большинстве европейских стран. Также часто утверждается, что именно Густав Адольф облегчил мушкеты, однако это не так, и большая часть того, что ему приписывается, — заимствования из Нидерландов. Там, в ходе продолжительной войны между Соединёнными провинциями и Испанией, штатгальтер Мориц Оранский и его двоюродные братья Иоанн Нассау-Зигенский и Вильгельм Людвиг Нассау-Дилленбургский основательно изменили военную систему, совершив военную революцию. Так, Иоанн Нассау-Зигенкий ещё в 1596 году писал, что без тяжёлых мушкетов солдаты смогут быстрее двигаться вперёд, им будет легче при отступлении, а в спешке они смогут стрелять и без сошки. Уже в феврале 1599 года вес мушкета был уменьшён голландским уставом и составил примерно 6—6,5 кг.. Теперь из таких мушкетов можно было стрелять, при необходимости, без сошек, но это всё ещё было довольно затруднительным процессом. Позже, уже в 1624 году, шведский король Густав Адольф своим декретом приказал производить новые фитильные мушкеты, которые имели ствол в 115—118 см. и общую длину около 156 см. Эти мушкеты, которые производились до 1630 года в Швеции, весили приблизительно 6 килограммов, что свидетельствует о том, что они всё ещё были не совсем удобными, а аналогичный старым длинный ствол не сильно увеличил их эффективность при стрельбе. Более легкие и удобные мушкеты были произведены примерно в том же 1630 году в немецком городе Зуль, чего удалось достичь благодаря укорачиванию ствола. Такой мушкет имел ствол в 102 см., общую длину около 140 см. и вес примерно 4,5—4,7 кг.. В руки же шведов они первоначально попали, вероятнее всего, после захвата немецких арсеналов. В мае 1632 года в Ротенбурге-на-Таубере у некоторых шведских солдат были замечены такие зульские мушкеты без сошек.
Однако Густав Адольф всё же был выдающимся полководцем своего времени, искусно применял тактику манёвренного боя и выигрывал сражения даже против численно превосходящих противников.

## Тактика и комплектование
Ко времени вступления Густава на престол между Швецией и Нидерландами установились близкие связи, которых удалось достичь отцу Густава Карлу IX. Во времена правления Карла IX, когда ещё Густав Адольф был маленьким, в Нидерланды, на обучение у Морица Оранского, отправлялись многие видные, в будущем, шведские офицеры, среди которых был и Якоб Понтуссон Делагарди. В 1608 году Карл дал поручение только что прибывшему из Нидерландов Якобу Делагарди в течение двух месяцев обучить голландским методам ведения войны будущего наследника Густава Адольфа, которому тогда было всего тринадцать лет. Тогдашний канцлер Швеции Сванте Турессон Бильке отметил, что за этот короткий период времени тринадцатилетний Густав Адольф «почти беспрерывно стал говорить о других народах, войне, осаде, об искусстве войны на суше и море, о судоходстве и морских путешествиях». После окончания войны с Москвой в 1617 году Густав Адольф понял, что необходимо провести серьёзные реформы в шведской армии. Именно тогда он и решил воспользоваться своими голландскими связями. В этот период Швеция, по результатам мира, заключенного с Данией по окончании Кальмарской войны, была обязана выплачивать огромную контрибуцию датчанам в размере 1 млн. риксдалеров, и голландцы активно выкупали у Швеции медь для того, чтобы помочь ей в этом. Так, король с 1617 года стал отправлять своих ветеранов в Нидерланды для обучения военному делу. В дальнейшем, уже в 1620 году, он совершил поездку в Германию для того, чтобы лично встретиться с голландцем Иоанном Нассау-Зигенским, который был среди тех, кто стоял во главе военной революции в Нидерландах. Здесь, в Германии, Иоанн вместе с Якобом фон Валльгаузеном, автором ряда влиятельных военных трактатов, которого он назначил руководителем своей новой военной академии в Зигене, внедрял голландские методы ведения войны. 28 мая Густав Адольф встретился с Иоанном в Гейдельберге, где тот показал ему, как необходимо строить армию в битве, каким образом нужно строить крепости, а также продемонстрировал повозки с пиками и небольшие железные пушки, что было описано в дневнике очевидца-шведа.
Вернувшись после этой встречи в Швецию, Густав Адольф немедленно провёл серьёзные тактические реформы. Он стал строить свою пехоту в 6 шеренг, как и было написано в трактате Валльгаузена, а кавалерию — в 3 шеренги. В пехоте Густав Адольф установил количество мушкетёров в две трети, а пикинёров — одной трети (такое соотношение мушкетёров и пикинёров также впервые применили голландцы во главе с Морицем Оранским). В ходе Тридцатилетней войны пикинёры постепенно вовсе исчезли.

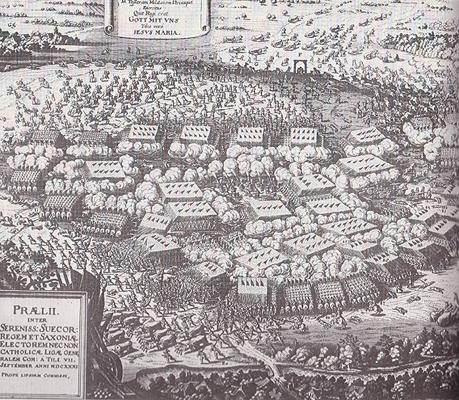
Маттеус Мериан. Битва при Брейтенфельде. Гравюра (1637)

В комплектовании кавалерии также произведены были изменения. Шведская конница получила единообразное комплектование, являясь уже вполне регулярной кавалерией, и порвала с чисто пистолетной тактикой, господствующей в начале XVII века. Густав Адольф потребовал от своей кавалерии настоящей атаки; только всадники первых двух шеренг получили право раз выстрелить из пистолета. Основным же орудием атаки становился палаш. Конница Густава Адольфа не формировалась в отдельные большие массы, а распределялась по фронту вперемешку с пехотой. Такое распределение вызывалось, преимущественно, отсутствием штыка у мушкетёров, исчезновением пикинёров и, как следствие, неспособностью пехоты к наступательному рукопашному бою.
Пехота все более специализировалась на огне. Чтобы еще больше усилить её огневое действие, Густав Адольф ввел многочисленную лёгкую артиллерию в виде батальонных пушек. В эту эпоху артиллерия была еще не очень хорошо приспособлена к ведению полевого сражения и оперативному использованию. Она перевозилась, как и обоз, гражданскими средствами транспортирования. Хотя артиллерия уже в 1512 году под Равенной доказала свою эффективность, в полевых сражениях она играла всё ещё более чем второстепенную роль. Шведский король обучил свою пехоту обслуживанию батальонных орудий и, чтобы их манёвры на поле сражения не зависели от гражданских обозных, сконструировал особенно лёгкую материальную часть. Шведская пехота на поле сражения обходилась без лошадей, таская за собой на лямках батальонные пушки.
Шведская армия строилась в две линии. Боевой порядок значительно расползался по фронту; современники видели в нём не столько активные свойства, сколько оборонительные: Густав Адольф создал из людей нерушимую живую стену. В тех случаях, когда шведская пехота, как под Брейтенфельдом, перестраивалась в строй из трёх шеренг, плотность боевого порядка оказывалась 6 человек на 1 шаг по фронту. Разные рода войск находились в теснейшем взаимодействии.

## Система снабжения

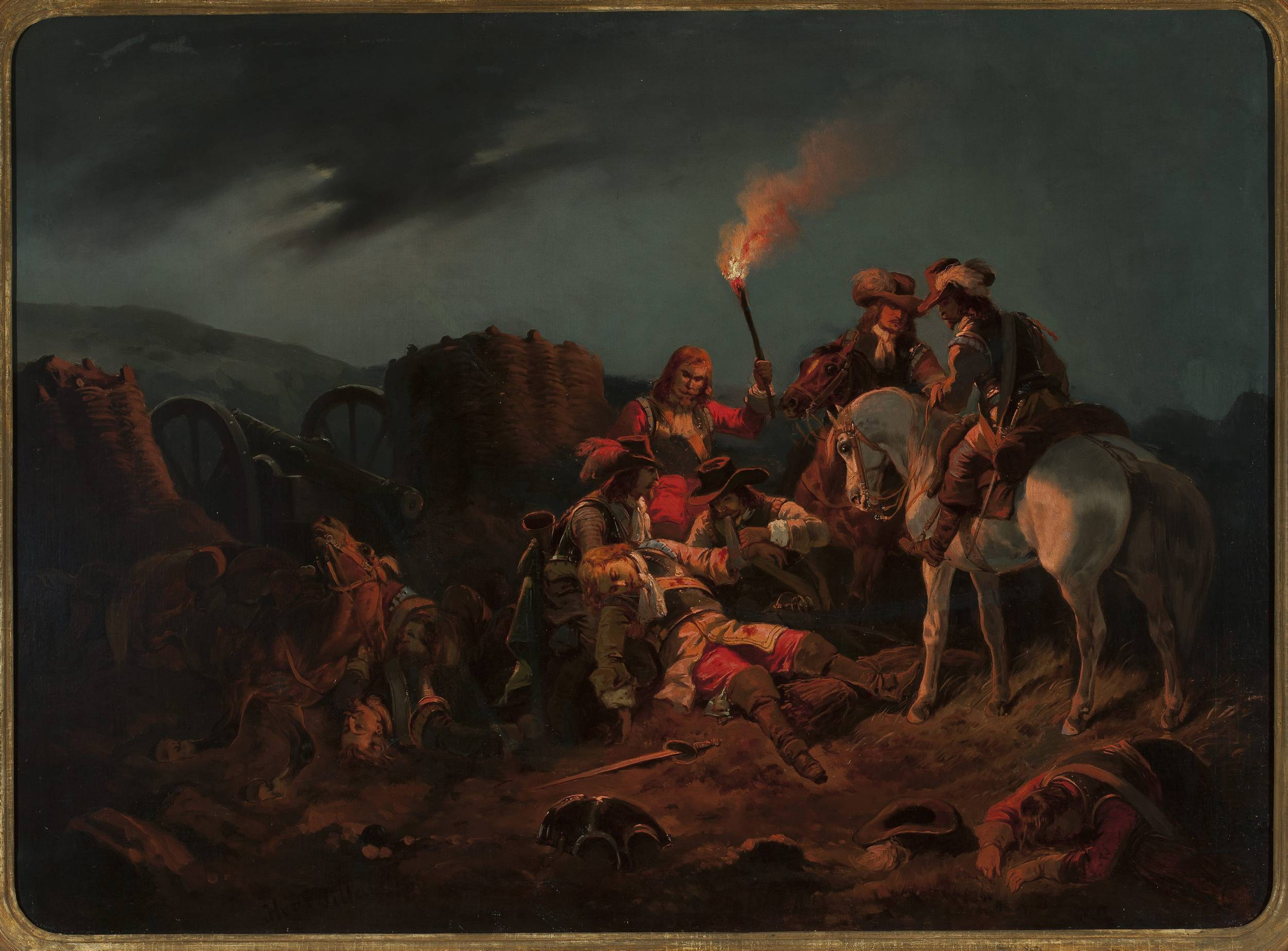
Хенрик Пиллати. «После битвы. Эпизод Шведского потопа (1655—1660)»

Централизованная система снабжения шведской армии впервые была создана при Густаве II Адольфе. Для обеспечения регулярности снабжения войск создавались склады фуража и продовольствия, а также обеспечивалась своевременная доставка провианта в воинские части. Так появились базы и коммуникации. Норма выдачи довольствия в сутки на одного человека состояла из 800 г хлеба и 400 г мяса. Суточная дача на лошадь составляла 2,5 кг овса или 1,6 кг ячменя, 4 кг сена и соломы.

## Боевой дух
Боевой дух армии Густава Адольфа был чрезвычайно высок, что было связано с протестантским учением о божественном предопределении. Солдаты были убеждены, что шведская армия послана самим Богом, чтобы покарать еретиков и грешников, бесчестных и нечестивых князей, которые начали Тридцатилетнюю войну без справедливых причин. Им предписывалось идти в атаку в полный рост, с высоко поднятой головой и думать, что без воли Божьей ни одна пуля не заденет никого из них.